# アルーン・タジェフ
アルーン・タジェフ（Haroun Tazieff, 1914年5月11日 - 1998年2月2日）は、フランスの火山学者、地質学者、映画作家、撮影監督である。ロシア帝国領時代のポーランドに生まれ、ロシア籍からベルギー籍、フランス籍と国籍を変えた。

## 人物・来歴
1914年（大正3年）5月11日、当時ロシア帝国領のワルシャワで生まれた。同帝国内、現在のウズベキスタンシルダリヤ州ヤンギイェル出身のタタール人医学博士の父と、同帝国内、現在のラトビアダウガフピルス州ダウガフピルス出身のロシア人科学者で政治科学博士の母をもつ。
父は第一次世界大戦の初めに前線で戦死し、6歳になる1920年（大正9年）、母とともにベルギーに移住したが、1936年（昭和11年）にベルギー国籍を取得するまでは、無国籍であることを余儀なくされた。タジェフは、学業をつづけ、ボクサーとしてベルギーの大学チャンピオン、ついでベルギー領コンゴ（現コンゴ民主共和国）カタンガ州のチャンピオンにもなった。海洋学者であり映画作家のジャック＝イヴ・クストーが海洋調査に用いたカリプソ号に登録もしている。1938年（昭和13年）、ガンブルーのガンブルー国立農科学大学で農学技術者の学位を取得した。1944年（昭和19年）、リエージュのリエージュ大学で地質学技術者の学位を取得した。
第二次世界大戦後、火山の研究について、フィルムに記録を残しつづけ、1950年代から短篇映画を発表し始める。1959年（昭和34年）、80分の中篇ドキュメンタリー映画監督作『火山の驚異』で映画監督としてデビュー、映画批評誌『カイエ・デュ・シネマ』にジャン＝リュック・ゴダールが発表した同年のベストテンで3位に挙げられた。1962年（昭和37年）には、同作で英国アカデミー賞フラハティ賞、メルボルン国際映画祭最優秀短篇映画賞（30分以上部門）を受賞した。
1966年（昭和41年）、監督作『地球は燃える』を発表、同作は、1967年（昭和42年）、第39回アカデミー賞長編ドキュメンタリー映画賞にノミネートされた。
1970年には、火山学の功績に対して、王立地理学会から金メダル（パトロンズ・メダル）を贈られた。
1971年（昭和46年）、フランス国籍を取得し、自動的にベルギー籍を喪失した。1973年（昭和48年）、発見された小惑星が、タジェフの名をとり、「タジェフ」と命名された。
1998年（平成10年）2月2日、パリで死去した。満83歳没。同市の16区にあるパッシー墓地に眠る。

## おもなフィルモグラフィ
- 『火のあられ』、短篇映画
- 『エトナの噴火』、短篇映画
- 『火山の驚異』 Les Rendez-vous du diable : 1959年 - 監督・撮影
- 『天と地の間に』 Entre Ciel et Terre : 監督ガストン・レビュファ、1961年 - 出演
- 『地球は燃える』 Le Volcan interdit : 1966年 - 監督・撮影・プロデューサー

## おもなビブリオグラフィ
国立国会図書館所蔵作品
- 『火山の驚異』、香山清訳、水上武監修、朋文堂、1960年

## 註
1. ↑  “Medals and Awards, Gold Medal Recipients” (PDF).   Royal Geographical Society. 2016年11月30日閲覧。
2. ↑  Haroun Tazieff, 83, a Volcanist And Iconoclast on Environment, New York Times, 2008-02-08.
3. ↑  国立国会図書館公式サイト内、「NDL-OPAC」での「アルーン・タジェフ」の検索結果の記述を参照。

## 関連事項
- タジェフ (小惑星)
- ヤンギイェル （en:Yangier）
- ガンブルー国立農科学大学 （en:Faculté universitaire des sciences agronomiques de Gembloux）
- ガンブルー （en:Gembloux）
- リエージュ大学 （en:Université de Liège）